# Литвинов Олександр Михайлович
Олекса́ндр Миха́йлович Литви́нов відомий як Дрантя, Веніамін Д'ркін, Вєня Диркін (*11 червня 1970, Довжанське, Свердловський район, Луганська область, УРСР — †21 серпня 1999, Корольов, Московська область, Росія) — український російськомовний поет, композитор, бард, рок-музикант.

## Біографічна довідка
Народився в сім'ї освітян, батько був директором школи, мати викладала математику. Виріс, навчався в Свердловську Луганської області (школа № 18), писав вірші з семи років, малював з 12, вчився грі на гітарі. В 14 років керував шкільним ВІА.
Завершив навчання в школі з золотою медаллю. Тричі починав здобувати вищу освіту. Служив в радянській армії. Навчаючись у Луганському сільськогосподарському інституті познайомився з майбутньою дружиною Поліною. Навесні 1994 році одружується, 12 грудня того ж року стає батьком. Кілька разів змінює місце проживання (Свердловськ, Луганськ), а також рід занять. У 1990-ті загалом випробував себе як водій, слюсар, художник в Будинку культури, скотар, будівничий, вчитель фізики у своїй колишній школі, нарешті, професійний артист: музикант і співак.

### Творчий шлях
В часи навчання у Луганську зорганізував групу Давай-давай, з якою відіграв декілька концертів. Відомий під власним іменем та прізвиськом Дрантя.
Здобув популярність у прихильників неформальної культури, авторської та рок-музики виступами на фестивалі «Оскольська Ліра». В 1994 році лауреат, отримав відзнаку Джокер фестивалю, в 1995 — головний приз, в 1996 запрошений як почесний гість, відмовляється від участі в роботі журі. «Оскольська Ліра» поклала початок співпраці з музикантами гурту Алое, з московським бардом Геннадієм Жуковим. Саме тут він жартома назвався як Вєня Д'ркін із Максютовки.
1996 року виїхав до Москви на запрошення Геннадія Жукова. Виступав у клубних концертах і квартирниках, гастролював в Росії сольно та зі своїм гуртом Д'ркін Бенд (чоловічий та жіночий вокал, акустична гітара, скрипка, перкусія, губна гармоніка).
Казкам і віршам Олександра Литвинова притаманні різноманіття та сміливість форм і засобів вираження, простота, ясність, актуальність тем. Соціально-побутові замальовки пронизані самоіронією та життєвою філософією. Характерною рисою також є драматизм у текстах і манері виконання. Попри показову маргінальність, образ парубка з села, бард мав обширний світогляд, смак у виборі пісенного матеріалу. Тексти часто відсилають до слов'янських фольклорних або класичних літературних джерел. Наприклад, відома композиція в виконанні Вєні Д'ркіна «рос. Лодка» на музику Костянтина Кінчева та вірші китайського поета часів династії Сун Су Ши.
Після перших успіхів продовжує писати вірші, музику, пісні, казки для дорослих. Також малює, відомі власноруч виготовлені афіші концертів Вєні Д'ркіна. Грає зі своїм сценічним образом (грим клоуна). У 1996 на студії Острів записаний альбом рос. «Крышкин Дом», наступного року рос. «Все Будет Хорошо» (гіршої якості).

## Хвороба, останні роки життя
1997 Д'ркін проводить у гастролях та виступах, а вже восени повернувшись у Луганськ, у місцевому онкоцентрі йому поставлений діагноз лімфогранулематоз. Починається лікування (променева і хіміотерапія), хворобу Вєня не афішує, в перервах між курсами лікування грає концерти, шукає можливості реалізувати проект електронного спектаклю. Однак влітку 1998 стається т. зв. чорна п'ятниця, починається економічний спад і гасне надія на скоре втілення творчих проектів.
Зимою 1998—1999 років Олександр Литвинов починає систематизувати свої твори. В цей же час на магнітній плівці записаній у помешканні друзів з'являється казка рос. «Тае Зори», яка дає розуміння про так і не розкритий талант поета й художника.
В травні 1999 стається криза, викликана руйнівною дією хіміотерапії (крововилив у шлунок). Друзі та знайомі починають запізнілий, як виявилося, збір коштів, пошук варіантів порятунку. Останнє літо (1999) Олександр Литвинов проводить на лікуванні в Інституті гематології РАМН. Там йому ставлять інший ніж у Луганську діагноз: лімфосаркома. Без надії на успіх проводять новий курс лікування, що закінчується іще однією кризою та випискою з лікарні.
Помер на дачі у підмосковному Корольові через два тижні після цього, 21 серпня 1999. Похований у Свердловську (нині Довжанськ).

## Вшанування пам'яті. Вплив на культуру
За неповних десять років виступів Вєня Д'ркін здобув шанування та прихильність у вузькому прошарку російськомовного культурного андеграунду. Формат у радіо- та телеефірах обмежив можливості поширення творчості музиканта в 1990-ті. Попри те, відомі фестивалі пам'яті Вєні Д'ркіна в Росії, це: ДрФест, Вістень Свят Літа та Вєнічкіна райдуга.
«Неформальний Фонд Веніаміна Д'ркіна» збирає, реставрує та поширює аудіо- та відеозаписи Вєні, його вірші й пісні, яких нараховують більш як 300. Принаймні п'ять альбомів було видано після смерті музиканта, в тому числі «Тае Зори».
Сценічний образ Вєні з намальованою гримом посмішкою на обличчі пізніше наслідував Сергій Бабкін.